# حسام نواب صفوی
سید حسام‌الدین نواب‌صفوی (زادهٔ ۲۲ شهریور ۱۳۵۳ در تهران) بازیگر اهل ایران است.

## خانواده
او در محله میرداماد تهران متولد شده‌است. پدرش سید احمد نواب صفوی قاضی دادگستری بود و پس از بازنشستگی، به وکالت و ترجمه مشغول شد. پدرش در سال ۱۳۸۸ درگذشت. عمویش اسماعیل نواب صفا، ترانه‌سرای معروف بود. او سه برادر به نام‌های هومن، حسین و حسن دارد که دو تن از آن‌ها در آمریکا و دیگری در آفریقای جنوبی زندگی می‌کنند و به خاطر خانواده اش زیاد به آمریکا سفر می‌کند. اما خود می‌گوید که عاشق ایران است و در ایران زندگی می‌کند. .

## تحصیلات و بازیگری
او در مدرسه سلمان فارسی و دبیرستان منتظری قلهک درس خواند و کارشناسی بازیگری خود را از دانشگاه هنر و معماری دریافت کرد. همچنین در دانشکده حقوق نیز مشغول به تحصیل شد. او می‌گوید که از کودکی به پیانو علاقه داشته اما به دلیل تردید، رشته حقوق را برمی‌گزیند. دوره‌های بازیگری خود را در کلاس‌های حمید سمندریان گذراند و اولین بار در سریال بازگشت به خانه به کارگردانی مسعود نوابی، جلوی دوربین رفت اما با سریال کیف انگلیسی بود که در بین مردم شناخته شد.

## حاشیه‌ها

### بازی در نقش الویس پرسلی
نواب صفوی در سال ۱۳۹۳ ادعا کرد کمپانی برادران وارنر یکی از بزرگترین شرکت‌های فیلمسازی هالیوودی، پیشنهاد بازی در فیلم زندگی‌نامهٔ الویس پرسلی، ستارهٔ موسیقی جهان را به وی داده‌است و علت این پیشنهاد، به دلیل شباهت زیاد چهرهٔ آن دو به هم است.
چند روز بعد او در صفحهٔ اینستاگرام خود، اعلام کرد که همکاری‌اش با این شرکت برای ساخت فیلم زندگی‌نامهٔ الویس پرسلی نهایی شده‌است. اما پس از این ادعا، در هیچ‌کدام از سایت‌ها و خبرگزاری‌های بین‌المللی اطلاعاتی از این همکاری منتشر نشد.
در همین باره، سینا ولی‌الله، مجری شو تلویزیونیِ چند شنبه با سینا، که جمعه شب‌ها از شبکهٔ فارسی وان پخش می‌شد، در یکی از قسمت‌های این برنامه، که در شهریور ۱۳۹۴ پخش شد، با استناد به چند سند تصویری، اظهار داشت که حسام نواب صفوی هیچ‌گونه قراردادی با هیچ کمپانی هالیوودی در مورد بازی در نقش الویس پرسلی نداشته‌است. همچنین، سینا ولی‌الله، با پخش مصاحبهٔ تلفنی خود (به زبان انگلیسی) با باز لورمن، کارگردان مطرح هالیوودی (کارگردان فیلم گتسبی بزرگ)، از لورمن پرسید: آیا شما قصد دارید برای انتخاب بازیگر، از یکی از بازیگران خاورمیانه استفاده کنید یا خیر؟ لورمن پاسخ داد: خیر، چنین موضوعی به هیچ وجه مطرح نیست.
حسام نواب صفوی در صفحهٔ اینستاگرام خود نوشته‌است که به‌دلیل اتهام و تمسخر و نیز آنچه او توهین به مردم ایران تلقی کرده، از سینا ولی‌الله شکایت نموده‌است.

### نامه به ولادیمیر پوتین
نواب صفوی در صفحه اینستاگرام خود خطاب به رئیس‌جمهور روسیه نوشت: سلام آقای پوتین، مردم گردشگر ما نیز می‌توانند به کریمه بیایند؟ دستوری اعمال فرمایید مردم ما بدون ویزا به مردم شما در کریمه بپیوندند لااقل می‌دانیم دلار و ارز مملکت دست رفقای خودمان می‌آید. قسمتی دیگر از نامه نیز خطاب به مردم ایران است. او از مردم خواسته تا به روسیه سفر کنند.
چندی بعد وی ادعا کرد که خواه پوتین نامه او را خوانده، یا نخوانده باشد او جواب نامه‌اش را گرفته‌است. او با گذاشتن عکسی از ولادیمیر پوتین و جملاتی به نقل از او خطاب به مردم روسیه گفته: «شما آزاد هستید به هر کجا که خواستید سفر کنید، این حق شماست. اگر دنبال خوشی‌های زودگذر و بی‌فایده هستید به ترکیه سفر کنید و پولتان را در شکم قاتلین فرزندان‌تان بریزید، اما اگر به دنبال فرهنگی چند هزارساله و آرامش روح خویش هستید، قطعاً باید به ایران سفر کنید. این توصیه من به شماست.»
اظهارات منتسب به پوتین که حسام نواب صفوی به آن استناد کرده‌است، در هیچ خبرگزاری رسمی تأیید نشده‌است.

### اظهار نظر در خصوص سپاه پاسداران
نواب صفوی پس از حملات تروریستی در پایتخت بلژیک ادعا کرد داعش از پلیس اروپا ترسی ندارد و از نیروهای دفاعی ایران درخواست کرد رسم مسلمانی را به جا آورده و امنیت اروپا را به عهده بگیرد.

### طرح شکایت علیه شبکه فارسی وان
در دی ۱۳۹۵ نواب صفوی با انتشار پُستی در صفحه اینستاگرام خود ادعا کرد که شبکهٔ فارسی وان در پی شکایتی که او طرح کرده، بسته شده‌است. نواب صفوی در بخشی از نوشتهٔ خود گفت: «وقتی شبکهٔ فارسی وان اقدام به پخش سریال‌های غیراخلاقی کرد متأسفانه طلاق‌هایی موسوم به طلاق‌های فارسی وان شکل گرفت و بنیان خانواده خیلی از خانواده‌های ایران مورد هدف قرار گرفته شد و از هم پاشیده شد بعد از آن در نهایت رذالت، هویت ایرانی مورد تمسخر قرار گرفت.» وی هم چنین با اشاره به جریحه‌دار شدن احساسات مردم، ادعا کرد که با طرح شکایت توسط او و با رسیدگی قوه قضاییه کشور موجب متلاشی و بسته شدن این شبکه شده‌است.

## پرونده قضایی
در ۰۸ اردیبهشت سال ۱۴۰۰ پروانه وکالت وی در پی محکومیت در دادگاه کارکنان دولت تعلیق شد. علت آن به بیان دادستان انتظامی مرکز وکلای قوه قضائیه، داشتن شاکی خصوصی بوده‌است.

## فیلم‌های سینمایی
| سال  | نام فیلم               | کارگردان         |
| ---- | ---------------------- | ---------------- |
| ۱۴۰۲ | معجزه پروین            | محمدرضا ورزی     |
| ۱۳۹۹ | عروس خیابان فرشته      | مهدی خسروی       |
| ۱۳۹۵ | زیر سقف دودی           | پوران درخشنده    |
| ۱۳۹۵ | آس و پاس               | آرش معیریان      |
| ۱۳۹۵ | نهنگ عنبر ۲            | سامان مقدم       |
| ۱۳۹۳ | منشی مخصوص من          | صالح دلدم        |
| ۱۳۹۲ | عملیات مهدکودک         | فرزاد اژدری      |
| ۱۳۸۹ | اخراجی‌ها ۳             | مسعود ده نمکی    |
| ۱۳۸۸ | عروسک                  | ابراهیم وحیدزاده |
| ۱۳۸۷ | تهران ۱۵۰۰             | بهرام عظیمی      |
| ۱۳۸۷ | وقتی همه خوابیم        | بهرام بیضایی     |
| ۱۳۸۷ | اخراجی‌ها ۲             | مسعود ده‌نمکی     |
| ۱۳۸۶ | کلاغ پر                | شهرام شاه‌حسینی   |
| ۱۳۸۵ | مهمان                  | سعید اسدی        |
| ۱۳۸۴ | سوغات فرنگ             | کامران قدکچیان   |
| ۱۳۸۴ | ابراهیم خلیل‌الله       | محمدرضا ورزی     |
| ۱۳۸۳ | عروس فراری             | بهرام کاظمی      |
| ۱۳۸۳ | سرود تولد              | علی قی‌تن         |
| ۱۳۸۳ | ازدواج به سبک ایرانی   | حسن فتحی         |
| ۱۳۸۲ | سیزده گربه روی شیروانی | علی عبدالعلی‌زاده |
| ۱۳۸۲ | شمعی در باد            | پوران درخشنده    |
| ۱۳۸۱ | عروس خوش قدم           | کاظم راست‌گفتار   |
| ۱۳۸۰ | اتانازی                | رحمان رضایی      |
| ۱۳۸۰ | نان، عشق و موتور ۱۰۰۰  | ابوالحسن داوودی  |
| ۱۳۷۸ | اعتراض                 | مسعود کیمیایی    |

## تلویزیون
| سال  | نام فیلم         | کارگردان         |
| ---- | ---------------- | ---------------- |
| ۱۳۹۷ | قطعه شو          | سعید ابوطالب     |
| ۱۳۹۷ | ایراندخت         | محمدرضا ورزی     |
| ۱۳۹۴ | معمای شاه        | محمدرضا ورزی     |
| ۱۳۸۹ | تبریز در مه      | محمدرضا ورزی     |
| ۱۳۸۸ | سال‌های مشروطه    | محمدرضا ورزی     |
| ۱۳۸۵ | کلاه پهلوی       | سیدضیاءالدین دری |
| ۱۳۷۷ | کیف انگلیسی      | ضیاءالدین دری    |
| ۱۳۷۵ | بازگشت به خانه   |                  |
| ۱۳۹۳ | برابر با اصل     | سیدجلال‌الدین دری |
| ۱۳۸۲ | روشن‌تر از خاموشی | حسن فتحی         |

## شبکه نمایش خانگی
| سال  | نام سریال | کارگردان    |
| ---- | --------- | ----------- |
| ۱۴۰۰ | نیسان آبی | منوچهر هادی |